# Aldona
Aldona — рід грибів родини Parmulariaceae. Назва вперше опублікована 1900 року.

## Класифікація
До роду Aldona відносять 3 види:
- Aldona americana
- Aldona minima
- Aldona stella-nigra